# Jared Harris
Pour les articles homonymes, voir Harris.
Jared Harris est un acteur britannique, né le 24 août 1961 à Londres. Il est actif aussi bien au cinéma qu'à la télévision.

## Biographie

### Jeunesse et formation
Jared Francis Harris naît le 24 août 1961 dans le quartier londonien de Hammersmith. Son père, Richard Harris, est acteur irlandais, tandis que sa mère, Elizabeth Rees-Williams, actrice galloise. Il a deux frères, le réalisateur-scénariste Damian Harris (né en 1958) et l'acteur Jamie Harris (né en 1963). Il a une cousine, l'actrice Annabelle Wallis.
Au début des années 1980, il assiste aux cours d'art dramatique de l'université Duke, où, en 1983, il réalise le film Darkmoor puis, en 1984, décroche un BFA.

### Carrière
En 1989, Jared Harris commence sa carrière d'acteur au cinéma, dans le drame romantique Le Dossier Rachel (The Rachel Papers), réalisé par son frère Damian.
En 1992, il décroche le rôle de Paddy, aux côtés de Tom Cruise, dans le western Horizons lointains (Far and Away) de Ron Howard. Même année, il apparaît en lieutenant anglais dans le film d'aventure Le Dernier des Mohicans (The Last of the Mohicans) de Michael Mann.
En 1994, après un petit rôle dans le thriller Tueurs nés (Natural Born Killers) d'Oliver Stone, il interprète le rôle principal dans Nadja de Michael Almereyda et produit par David Lynch.
En 1998, il apparaît en Will Robinson, âgé, dans le film de science-fiction Perdus dans l'espace (Lost in Space), adaptation de la série télévisée du même titre.
En 2004, il endosse les costumes du docteur Charles Ashford dans la science-fiction horrifique Resident Evil: Apocalypse, deuxième volet de la saga Resident Evil.
En 2008, après de nombreuses apparitions dans téléfilms et séries télévisées depuis 1991, il est David Robert Jones dans quatre épisodes de la série fantastique Fringe, jusqu'en 2009. Il retrouvera, en 2012, son personnage, dans la quatrième saison, étant de retour pour détruire les univers en tant que créateur des humains polymorphes.
En 2009, il incarne Lane Pryce dans la troisième saison de la série historique Mad Men, pendant trois ans, pour laquelle il fait partie de la meilleure distribution pour une série dramatique à la 16e cérémonie des Screen Actors Guild Awards, en 2010.
En 2010, il est choisi pour incarner le professeur Moriarty, célèbre ennemi de Sherlock Holmes dans le deuxième film Sherlock Holmes : Jeu d'ombres (Sherlock Holmes: A Game of Shadows, 2012) de Guy Ritchie.
En août 2015, on révèle qu'il est choisi pour endosser les costumes du roi George VI dans la première saison de la série The Crown, qui diffusera en novembre 2016 sur Netflix. En même temps, on le découvre brièvement dans le film d'espionnage Agents très spéciaux : Code UNCLE (The Man from U.N.C.L.E.) de Guy Ritchie.
En octobre 2017, il est sélectionné pour un rôle récurrent pour la série fantastique Carnival Row, diffusée en août 2019 sur Prime Video.
En 2019, il est Valeri Legasov dans la mini-série Chernobyl. En mars de la même année, il obtient le rôle du mentor Emil Nikols dans le film de super-héros Morbius (2022) de Daniel Espinosa. Le 22 octobre, on annonce qu'il est choisi pour incarner le mathématicien Hari Seldon dans la série Foundation, tandis que Lee Pace incarnera Frère au Grand Jour (Brother Day), l'Empereur de la Galaxie. La série sort le 24 septembre 2021, sur Apple TV+.

### Vie privée
Jared Harris est marié en 2005 à l'actrice Emilia Fox, et divorce en 2010. Depuis 2013, il est en couple avec Allegra Riggio.

## Filmographie

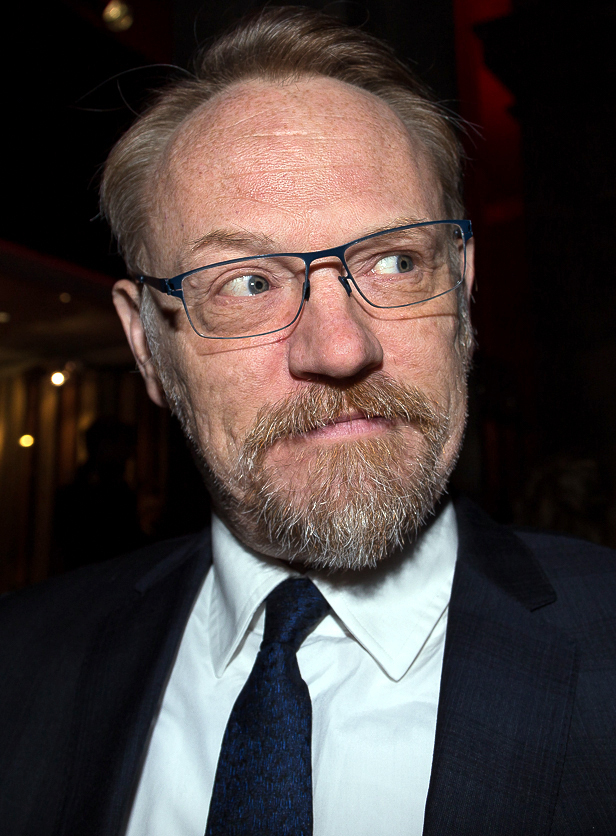
Jared Harris en 2014

### Cinéma

#### Longs métrages
- 1989 : Le Dossier Rachel (The Rachel Papers) de Damian Harris : Geoff
- 1992 : Horizons lointains (Far and Away) de Ron Howard : Paddy
- 1992 : Le Dernier des Mohicans (The Last of the Mohicans) de Michael Mann : un lieutenant anglais
- 1992 : L'Œil public (The Public Eye) de Howard Franklin : Danny, le portier
- 1994 : Tueurs nés (Natural Born Killers) d'Oliver Stone : un garçon de Londres
- 1994 : Nadja de Michael Almereyda : Edgar
- 1995 : Brooklyn Boogie (Blue in The Face) de Paul Auster et Wayne Wang : Jimmy Rose
- 1995 : Les Légendes de l'Ouest (Tall Tale) de Jeremiah S. Chechik : Head Thug Pug
- 1995 : Dead Man de Jim Jarmusch : Benmont Tench
- 1995 : Smoke de Wayne Wang : Jimmy Rose
- 1996 : I Shot Andy Warhol de Mary Harron : Andy Warhol
- 1997 : La Fête des pères (Father's Day) d'Ivan Reitman : Lee
- 1997 : Chinese Box de Wayne Wang : William
- 1997 : Sunday de Jonathan Nossiter : Ray
- 1997 : White Lies de Ken Selden : Jacob Reese
- 1998 : Perdus dans l'espace (Lost in Space) de Stephen Hopkins : Will Robinson, âgé
- 1998 : Happiness de Todd Solondz : Vlad
- 1998 : Trance de Michael Almereyda : Jim
- 1998 : Gold in the Streets d'Elizabeth Gill : Owen
- 1998 : B. Monkey de Michael Radford : Alan Furnace
- 1999 : Lush de Mark Gibson : W. Firmin Carter
- 1999 : The Weekend de Brian Skeet : John Kerr
- 2000 : Shadow Magic d'Ann Hu : Raymond Wallace
- 2000 : Comment tuer le chien de son voisin (How to Kill Your Neighbor's Dog) de Michael Kalesniko : le faux Peter
- 2000 : Bullfighter de Rune Bendixen : Jones
- 2001 : Perfume de Michael Rymer et Hunter Carson : Anthony
- 2002 : Igby (Igby Goes Down) de Burr Steers : Russel
- 2002 : Les Aventures de Mister Deeds (M. Deeds) de Steven Brill : Mac McGrath
- 2002 : Four Reasons de Radha Mitchell : Le réalisateur
- 2002 : Dummy de Greg Pritikin (en) : Michael
- 2003 : Sylvia de Christine Jeffs : Al Alvarez
- 2003 : I Love Your Work d'Adam Goldberg : Yehud
- 2004 : Resident Evil: Apocalypse d'Alexander Witt : Dr Charles Ashford
- 2004 : Ocean's Twelve de Steven Soderbergh : l'ingénieur de Basher
- 2005 : The Notorious Bettie Page de Mary Harron : John Willie
- 2006 : La Jeune Fille de l'eau (Lady in the Water) de M. Night Shyamalan : le fumeur à la barbichette
- 2007 : 32A de Marian Quinn : le père de Ruth
- 2008 : L'Étrange Histoire de Benjamin Button (The Curious Case of Benjamin Button) de David Fincher : le capitaine Mike
- 2008 : Inside de Phedon Papamichael : Bernard
- 2010 : Mesures exceptionnelles (Extraordinary Measures) de Tom Vaughan : Dr Kent Webber
- 2011 : Sherlock Holmes : Jeu d'ombres (Sherlock Holmes: A Game of Shadows) de Guy Ritchie : le professeur Moriarty
- 2011 : The Ward : L'Hôpital de la terreur (The Ward) de John Carpenter : Dr Stringer
- 2012 : Lincoln de Steven Spielberg : Ulysses S. Grant
- 2013 : The Mortal Instruments : La Cité des ténèbres de Harald Zwart : Hodge Starkweather
- 2013 : Les Âmes silencieuses (The Quiet Ones) de John Pogue : le professeur Joseph Coupland
- 2014 : Pompéi (Pompeii) de Paul W. S. Anderson : Severus
- 2014 : Les Boxtrolls de Graham Annable et Anthony Stacchi : Lord Portley-Rind (voix)
- 2015 : Agents très spéciaux : Code UNCLE (The Man from U.N.C.L.E.) de Guy Ritchie : Saunders
- 2015 : Poltergeist de Gil Kenan : Carrigan Burke
- 2016 : Alliés (Allied) de Robert Zemeckis : Frank Heslop
- 2016 : Certaines Femmes (Certain Women) de Kelly Reichardt : William Fuller
- 2017 : The Last Face de Sean Penn : Dr John Farber
- 2019 : Robert the Bruce de Richard Gray : John III Comyn
- 2022 : Morbius de Daniel Espinosa : Emil Nikols
- 2025 : A House of Dynamite de Kathryn Bigelow

#### Courts métrages
- 1996 : The Side of the Road de David Burris : Will
- 1996 : Quentin Carr de Dirk Standen : Quentin Carr
- 1998 : Fuzzy Logic de Tom Krueger : Fuzzy
- 2007 : Cracked Eggs de Eric Loren : Joe
- 2019 : Outside de Loris Lai : Max

### Télévision

#### Téléfilms
- 1991 : Women & Men 2 : In Love There Are No Rules de Walter Bernstein, Mike Figgis et Kristi Zea : Joey Patrick
- 2000 : Two of Us de Michael Lindsay-Hogg : John Lennon
- 2003 : The Other Boleyn Girl de Philippa Lowthorpe : Henri VIII d'Angleterre
- 2006 : Coup! de Simon Cellan Jones : Simon Mann
- 2007 : The Shadow in the North de John Alexander : Axel Bellmann
- 2013 : Paganini, le violoniste du diable (Der Teufelsgeiger) de Bernard Rose : Urbani

#### Séries télévisées
- 1993 : South of Sunset
- 1995 : New York Undercover : Seth Baines (saison 2, épisode 8 : The Highest Bidder)
- 2003 : FBI : Portés disparus (Without a Trace) : le Père Walker (2 épisodes)
- 2005 : To the Ends of the Earth : le capitaine Anderson (3 épisodes)
- 2007 : New York, unité spéciale (Law and Order : Special Victims Unit) : Robert Morten (saison 9, épisode 6 : Svengali)
- 2008 : The Riches : Eamon Quinn (5 épisodes)
- 2008-2009 / 2012 : Fringe : David Robert Jones (9 épisodes)
- 2009-2012 : Mad Men : Lane Pryce (35 épisodes)
- 2015 : The Expanse : Anderson Dawes (8 épisodes)
- 2016 : The Crown : George VI (6 épisodes)
- 2018 : The Terror : le capitaine Francis Crozier (10 épisodes)
- 2019 : Chernobyl : Valeri Legasov (5 épisodes)
- 2019 : Carnival Row : Absolam Breakspear (8 épisodes)
- 2021: The Beast Must Die : George Rattery (4 épisodes)
- 2021-2023 : Foundation : Hari Seldon (18 épisodes)

## Distinctions

### Récompenses
- Festival international du film de Catalogne 1998 : meilleur acteur pour Trance
- Festival international du film de Seattle 2000 : meilleure distribution pour l'ensemble du casting de The Weekend
- Screen Actors Guild Awards 2010 : meilleure distribution pour une série dramatique pour l'ensemble du casting de Mad Men

### Nominations
- Screen Actors Guild Awards 2009 : meilleure distribution pour un film pour l'ensemble du casting de L'Étrange Histoire de Benjamin Button
- Golden Globes 2020 : Meilleur acteur dans une mini-série ou un téléfilm pour Chernobyl

## Voix françaises
En France, Gérard Darier est la voix régulière de Jared Harris depuis 2010. Jean-François Vlérick, Bernard Lanneau, Alain Choquet, Patrick Osmond, Patrick Béthune et Philippe Vincent l'ont tous doublé à deux reprises.
| - Gérard Darier dans : - Mesures exceptionnelles - The Ward : L'Hôpital de la terreur - Poltergeist - The Last Face - Chernobyl (mini-série) - The Beast Must Die (série télévisée) - Morbius - Le Monstre des mers (voix) - Jean-François Vlérick dans : - Perdus dans l'espace - L'Étrange Histoire de Benjamin Button - Pierre-François Pistorio dans : - Les Aventures de Mister Deeds - Carnival Row (série télévisée) - Bernard Lanneau dans : - Resident Evil: Apocalypse - The Terror (série télévisée) - Alain Choquet dans (les séries télévisées) : - Fringe - Mad Men | - Patrick Osmond (*1957 - 2020) dans : - Sherlock Holmes : Jeu d'ombres - Agents très spéciaux : Code UNCLE - Patrick Béthune (*1956 - 2017) dans : - Lincoln - Alliés - Philippe Vincent dans : - Pompéi - The Crown (série télévisée) Et aussi - Jérôme Keen dans Dead Man - Lionel Henry dans Smoke - Joël Zaffarano dans Igby - Jean-Marc Charrier dans La Jeune Fille de l'eau - Marc Saez dans Inside - Patrick Raynal dans The Mortal Instruments : La Cité des ténèbres - Philippe Résimont dans The Expanse (série télévisée) - Yann Guillemot dans Foundation (série télévisée) |